# Kentarō Haneda
Kentarō Haneda (羽田 健太郎 Haneda Kentarō?, 12 de enero de 1949 – 2 de junio de 2007) fue un pianista, compositor y arreglista popular en el mundo del anime y películas. Murió de cáncer de hígado el 2 de junio de 2007 a la edad de 58.

## Biografía
El popular músico Kentaro Haneda tiene muchos honores en su nombre, como pianista de formación clásica e igualmente como compositor versátil. En el campo del juego, orquestó a las mil maravillas las entregas iniciales de la serie Wizardry, inaugurando el primer concierto de juego para orquesta, y haciendo álbumes sinfónicos dedicados a las series Wizardry, Ys, y Sorcerian. Nacido el 12 de enero de 1949 en Tokio, fue criado por su madre, una vendedora ambulante, y su abuelo, después de la muerte de su padre. Se encontró con la música por vez primera a la edad de cuatro años, cuando se unió a un coro juvenil. En el segundo año de escuela primaria, Haneda comenzó a recibir clases de piano y continuó en un nivel amateur bajo varios profesores hasta la escuela sedundaria.

## Trayectoria
Haneda pronto decidió que quería conseguir una carrera musical y comenzó a estudiar bajo el notable pianista Kazugo Ariga. Terminó en segundo lugar en los exámenes de ingreso para entrar a la eminente escuela secundaria Toho Gakuen después de practicar incansablemente los ejercicios musicales de Carl Czerny y su libre representación de una obra, la novela sentimental de Robert Schumann. Mientras tanto, practicaba el piano durante 12 horas en cada uno de sus días libres, convirtiéndose en su culminación en el mejor estudiante. Después de la experiencia de actuar en salones de hotel y participar sin éxito en el concurso de música de Japón, ingresó en la Universidad el año 1967 especializándose en actuación de piano. En 1972, ocupó el tercer puesto en el trigésimo-noveno concurso de música de Japón, interpretando el concierto de piano número 4 de Beethoven. El mismo año, llegó a lo más alto en el curso de sus exámenes de graduación y obtuvo el estado de virtuoso. Estuvo destinado a seguir una carrera prolífica y variada.
Activo desde 1973, Haneda inicialmente trabajó como músico de estudio. Siguió trabajando en muchos discos pop, ejecutando notablemente el piano en las obras tempranas del cantante Machiko Watanabe antes de convertirse en su líder de banda entre 1978 y 1980. En 1978, Haneda hizo su debut como compositor de anime en la adaptación de la serie La Isla del Tesoro de la novela de Robert Lewis Stevenson por el director Osamu Desaki. Posteriormente se le pidió que orquestara una serie de obras, abarcando series tal como Thunderbirds 2086 (conocido en Japón como Scientific Rescue Team TechnoVoyager, 1982), películas como Virus, y el popular anime de mechas Space Warrior Baldios a principios de los años 80. En 1982 hizo un estimado progreso con una oscura y jazzística partitura en Space Adventure Cobra (junto a Yuji Ohno) y el acompañamiento sinfónico para la saga Macross.
A mediados de sus 30 años, Haneda se centró una vez más en la interpretación clásica. Con la Orquesta Sinfónica NHK, interpretó la parodia de Richard Strauss y más tarde apareció en varias ocasiones con diferentes orquestas profesionales japonesas. En gran demanda como artista de estudio e intérprete en vivo al mismo tiempo, el pianista fue elogiado por su precisión y rigor técnico e interpretaciones expresivas igualmente. Continuó equilibrando tales esfuerzos con papeles como compositor de anime con su galardonada banda sonora multi-parte Super Dimension Fortress Macross y a partir de ahí, Haneda fuera capaz de reflejar el puente entre lo personal y lo épico. Sus otros éxitos durante este periodo incluyen Hiroshima (1983), God Mazinger, Detective Holmes, Super Dimensional Century Orguss, Bagi el Monstruo de la Poderosa Naturaleza (1984), Onegai! Samia-don (Samed, el duende mágico, 1985) y Bye Bye Jupiter, que cimentó su posición en el centro de la industria.
La primera creación de Haneda para un juego fue la música para la versión japonesa de Wizardry: Proving Grounds of the Mad Overlord. Originalmente un juego de rol americano basado en texto por Sir-Tech, el aclamado juego fue importantemente mejorado en ASCII para su inicial lanzamiento japonés en 1985 en los primeros ordenadores. Comenzando con una obertura épica, las obras alegres dominaban la partitura, mientras que temas de mazmorra de carácter cambiante y un vivaz tema de batalla se añadieron a su diversidad. El resultado fue una partitura clásicamente rigurosa, a veces barroca y de influencias renacentistas con un carácter inconfundible. Haneda adoptó formatos parecidos para las posteriores partituras en la trilogía original, y aseguró que, a pesar de los sonidos de chip superficial de sus ordenadores y de limitados números de canales, cada una de sus composiciones fuera memorable y emocionante.
En 1987, influido por el éxito de las Suite de Dragon Quest de Koichi Sugiyama, Haneda arregló su partitura para Wizardry en una suite orquestal. Debido a limitaciones presupuestarias, sintetizó el álbum en lugar de dirigir una orquesta en vivo, pero la musicalidad del álbum seguía siendo excepcional. Su éxito inspiró suites para el tercero y después, para juegos de Wizardry secundarios, de nuevo enteramente con obras de Haneda. Animados por la calidad de las suites de Wizardry, la compañía Falcom contrató a Haneda para producir discos de arreglos sinfónicos de las partituras para los juegos de rol de PC-8801 Ys y Sorcerian. Realzó las melodías de cada partitura, mientras que les añadió drama a través de espléndidas orquestaciones en una variedad de estilos. Singularmente, cada álbum fue arreglado en cuatro movimientos como una sinfonía y combinando varias pistas del juego en una mezcla de formato parecido de modo que cada uno de ellos contaba una historia.
En 1993, Haneda inauguró el primero de los Conciertos de juego orquestal de Japón, realizando interpretaciones del tema de apertura de Wizardry y Wizardry III “Adventures Inn”, al lado de la Orquesta filarmónica de la ciudad de Tokio. El compositor inspiró este concierto histórico junto a Koichi Sugiyama y Yoko Kanno y su éxito animó a que se hicieran cuatro conciertos sucesivos anuales. Mientras que Haneda sólo contribuyó en las dos entregas iniciales de la serie de conciertos –dirigiendo el tema de apertura de Wizardry V para orquesta y de piano para el segundo-  sus exquisitos arreglos fueron inolvidables. También pasó a producir elaboradas y extensas partituras para Wizardry V, Wizardry VI y Wizardry: Llygamyn Saga. Debido a otros compromisos, puso a Tamiya Terashima a cargo de sus discos orquestales, sin que disminuyera la calidad musical. Las partituras de madurez de Haneda han seguido influyendo en otros músicos que han tomado el timón de las series.
Todavía un pianista exitoso, Haneda elaboró un considerable repertorio clásico en los 90 con discos dedicados a Mozart, Tchaikovsky y Gershwin. Convertido en un destacado artista japonés, fue capaz de publicar numerosos discos dedicados a los Beatles, Disney, la temporada navideña, y poesía japonesa con éxito comercial, además de una serie de ocho partes de título “método musical”. A pesar de tantos éxitos, Haneda sufrió de alcoholismo en 1998. Como consecuencia de beber consistentemente desde la mañana hasta la noche, desarrolló algunos problemas de salud que lo obligó a ingresar en el hospital en diciembre. Mientras allí, entró en coma durante una semana y necesitó cuidados intensivos después de desarrollar hepatitis aguda. Después de abandonar el hospital, Haneda paró de beber completamente y empezó a hacer una recuperación a corto plazo de su hígado dañado.
Desde abril de 2000 hasta un mes antes de su muerte, presentó el programa de larga duración de la cadena de televisión japonesa Asahi Daimei no Nai Ongakukai 21 (literalmente el intitulado concierto 21). Emitido cada domingo por la mañana con la intención de entretener a un público lo más amplio posible, Haneda se ganó el cariño de mucha gente con su estilo cálido y humorístico. Además fue invitado a dar una conferencia en la Universidad de música de Tokio. En sus últimas actuaciones monumentales, interpretó el Concierto de Piano de Ravel, la Rapsodia en Blue de Gershwin, y, en un evento posterior, el Concierto para Piano N.º 2 de Rajmáninov con la Orquesta Sinfónica de Moscú. Concluyendo su implicación en los videojuegos, Kentaro Haneda dirigió la producción de discos clásicos dedicados a Tokimeki Memorial 3 y a la trilogía Suikoden en 2001. Varios años más tarde, su trabajo en la serie Wizardry fue conmemorado con un recopilatorio.
Varios años antes de su muerte, la debilidad física le animó a reinventarse como director de orquesta, pero planificó un concierto para celebrar sus 35 años como músico profesional. Desafortunadamente, fue pospuesto cuando le diagnosticaron cáncer de hígado y finalmente hospitalizado. El 2 de junio de 2007 a las 11:53 de la noche, Kentaro Haneda murió en el Hospital Shinjuku de Tokio, dejando a su esposa Sachiko.

## Discografía
| Álbum                                                                                          | Año  |
| ---------------------------------------------------------------------------------------------- | ---- |
| La Isla del Tesoro (Takarajima)                                                                | 1978 |
| Space Warrior Baldios                                                                          | 1980 |
| Mu no Hakugei Theme Music Collection                                                           | 1980 |
| Natsu e no Tobira Original Music Collection                                                    | 1981 |
| Kyoufu Densetsu - Kaiki! Frankenstein Theme Music Collection                                   | 1981 |
| Space Adventure Cobra Original Soundtrack(Junto a Yuji Ohno)                                   | 1982 |
| The Super Dimension Fortress Macross                                                           | 1982 |
| Super Dimension Century Orguss Original Soundtrack                                             | 1983 |
| God Mazinger Original Soundtrack                                                               | 1984 |
| Grand Symphony Yamato                                                                          | 1984 |
| Sherlock Hound Original Soundtrack                                                             | 1984 |
| Onegai! Samia Don Ongakushuu (Samed, el duende mágico)                                         | 1985 |
| Odin Photon Sailer Starlight Music Collection                                                  | 1985 |
| Hanakanmuri no Ryu no Kuni                                                                     | 1985 |
| Prefectural Earth Defense Force                                                                | 1986 |
| Metal Armor Dragonar                                                                           | 1987 |
| We Love Wizardry (Videojuego)                                                                  | 1987 |
| Symphony Ys (Arreglos orquestales)                                                             | 1988 |
| Symphony Sorcerian (Arreglos orquestales)                                                      | 1989 |
| Project A-ko                                                                                   | 1989 |
| Genji Daiichibu Gekan/Genji Daiichibu Gekan                                                    | 1992 |
| Tokimeki Memorial 3 ~Yakusoku no Ano Basho de~ Special Sound Track                             | 2001 |
| Genso Suikoden Music Collection Produced by Kentaro Haneda (Como productor)                    | 2002 |
| HANE-KEN LAND ~Kentaro Haneda Soundtracks~ (Recopilación)                                      | 2003 |
| GAME SOUND LEGEND SERIES - Apollon Game Music BOX~ Memorial Sounds of Wizardry~ (Recopilación) | 2006 |
| Dear Brother... Original Soundtrack                                                            | 2014 |